# برد بوفاندا
برد بوفاندا (انگلیسی: Brad Bufanda؛ ۴ مهٔ ۱۹۸۳ – ۱ نوامبر ۲۰۱۷) هنرپیشه اهل ایالات متحده آمریکا بود. وی بین سال‌های ۱۹۹۴ تا ۲۰۱۷ میلادی فعالیت می‌کرد.
او در فیلم توریست سیاه بازی کرده‌است.